# Rhopalomyia hirtipomum
Rhopalomyia hirtipomum är en tvåvingeart som beskrevs av Gagne 1985. Rhopalomyia hirtipomum ingår i släktet Rhopalomyia och familjen gallmyggor.
Artens utbredningsområde är Washington. Inga underarter finns listade i Catalogue of Life.